# Estellakolibri
Der Estellakolibri (Oreotrochilus estella), Estella-Andenkolibri, oder manchmal auch Andenkolibri genannt, ist eine Vogelart aus der Familie der Kolibris (Trochilidae). Die Art hat ein großes Verbreitungsgebiet, das die südamerikanischen Länder Argentinien, Chile, Bolivien, Peru und Ecuador umfasst. Der Bestand wird von der IUCN als „nicht gefährdet“ (least concern) eingeschätzt.

## Merkmale

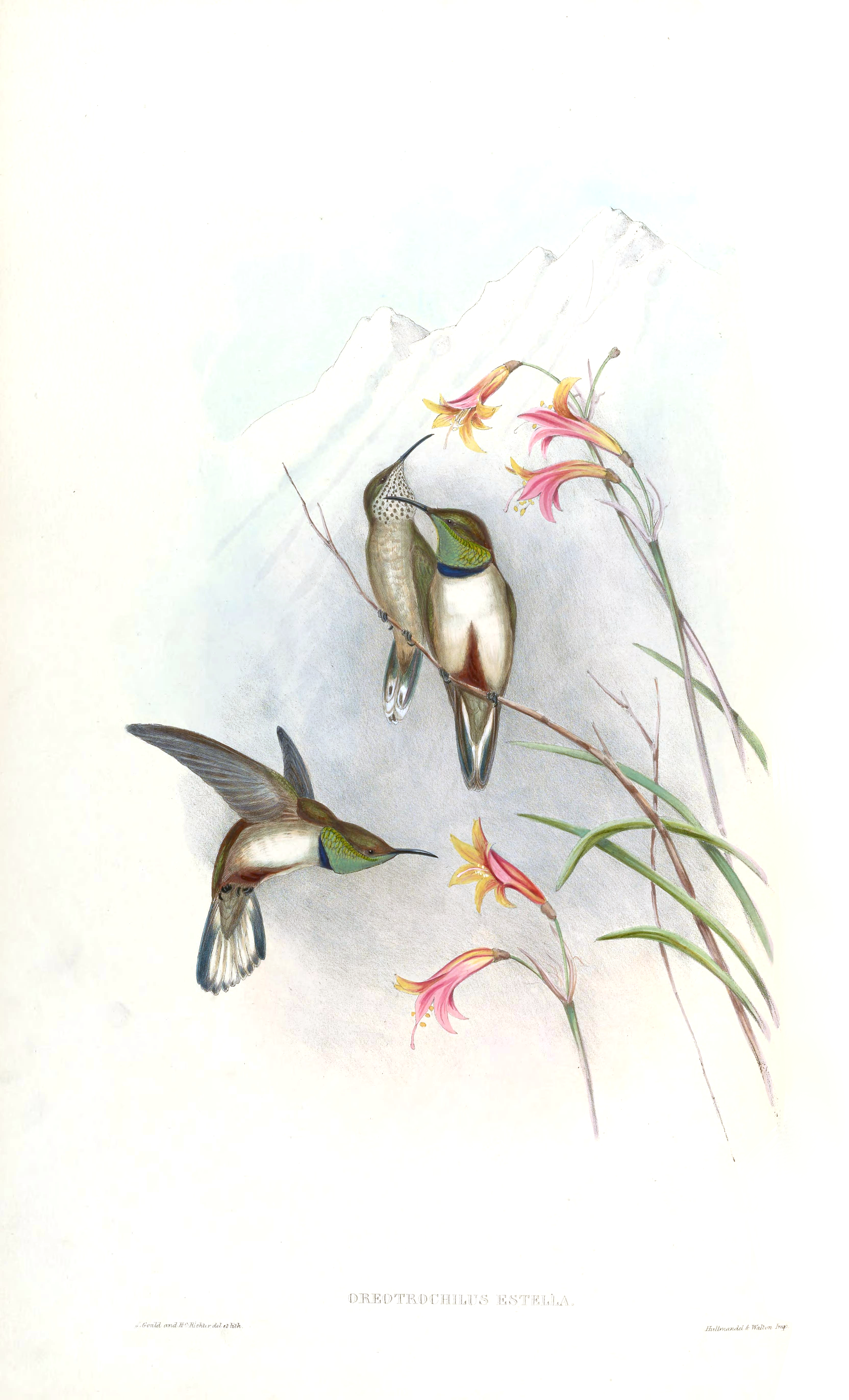
Estellakolibri (Oreotrochilus estella), Gemälde von John Gould

Der Estellakolibri erreicht eine Körperlänge von etwa 11 bis 12 Zentimetern. Der leicht gebogene Schnabel wird ca. 20 Millimeter lang. Die Oberseite des Männchens ist graubraun. Die glänzende smaragdgrüne Kehle wird unterhalb durch eine schwarze Linie abgegrenzt. Der Rest der Unterseite ist weiß mit einem auffälligen rötlichbraunen Mittelstreifen. Der Schwanz ist weiß mit schwarzbronzenen zentralen Steuerfedern. Das Weibchen ist durchweg graubraun, aber deutlich heller auf der Unterseite. Der Schwanz ist grünschwarz, wobei die 3 bis 4 äußeren Steuerfedern an der Basis und an den äußeren Rändern weiße Elemente zeigen.

## Verbreitung und Lebensraum

Verbreitungsgebiet des Estellakolibris

Man kann Estellakolibris in typischem Puna-Grasland in Höhen zwischen 3500 und 4500 Metern beobachten, wobei sie im Winter auf 2400 Meter migrieren. Die Vegetation, in der sie sich bewegen, ist geprägt von Puya und Polylepis, die auf steinigem Untergrund wachsen. Meist sind sie in Gegenden mit Wasser und entsprechenden Futterpflanzen unterwegs. Außerhalb der Brutzeit sieht man sie in den Gebüschen und offenen Waldgebieten der Andentäler. Die Nominatform O. e. estella kommt im zentralen Peru, dem Westen Ayacuchos, über den Nordwesten Boliviens bis in die Region Tarapacá in Chile vor. Die Unterart O. e. bolivianus findet sich im bolivianischen Altiplano mit kleineren Populationen im Süden des Landes. Des Weiteren erstreckt sich ihr Verbreitungsgebiet bis in den Nordwesten Argentiniens in die Provinzen Jujuy und Tucumán. Die Subspezies O. e. stolzmanni wurde bisher nur selten in Ecuador im Südosten der Provinz Loja beobachtet. In Peru kommt sie in der Region Cajamarca über die Cordillera Blanca, die Region Ancash bis an den Junín-See vor.

## Verhalten
Estellakolibris sind extrem aggressiv und attackieren andere Arten wie den Rotflankenkolibri (Oreotrochilus adela) oder sogar den Riesenkolibri (Patagona gigas), wobei die Männchen weniger aggressiv auftreten als die Weibchen. Meist sitzen sie bewegungslos über längere Zeiträume auf einem Zweig im Gebüsch. Diese Torpidität wird in der Wissenschaft mit einer Anpassung an die oft sehr niedrigen Temperaturen in diesen Höhen begründet. Sie gilt als Strategie, um Energie in Form von Fettpolstern zu sparen. Ebenfalls als Maßnahme gegen die Nachtkälte suchen Estellakolibris gern Höhlen auf, auch Minen und Tunnel, besonders zum Brüten. Die Nester werden überwiegend am Dach der Höhle angeklebt und mit weichem Material wie Moos, Flechten und Federn häufig anderer Vögel ausgepolstert. Auf der Suche nach Nahrung fliegen Estellakolibris meist schnell und knapp über dem Boden. Im Schwebeflug spreizen sie ihren Schwanz, den sie auch zum Ausbalancieren benutzen, während sie sich an den Klippen festhalten. Im Winter ernähren sie sich vorzugsweise von Eukalypten. Sonst sieht man sie an den Blüten von Caiophora, Bomarien, Berberitzen, Sommerflieder, Centropogon, Johannisbeeren oder Gebüschen wie Barnadesia.

## Unterarten
Es sind drei Unterarten beschrieben worden, die sich vor allem in ihrer Färbung unterscheiden:
- Oreotrochilus estella estella (d’Orbigny & Lafresnaye, 1838)[4] – Die Nominatform kommt im Südwesten Perus über den Nordwesten Boliviens, den Norden Chiles bis in den Nordwesten Argentiniens vor.
- Oreotrochilus estella bolivianus Boucard, 1893[5] – Die Kehle des Männchens ist im Gegensatz zur Nominatform eher blaugrün. Der Mittelstreifen ist etwas breiter und kastanienbraun mit schwarzen Flecken. Diese Unterart kommt im Departamento Cochabamba in Zentralbolivien vor.
- Oreotrochilus estella stolzmanni Salvin, 1895[6] – Der Bauchstreifen des Männchens ist schwarz. Das Weibchen ist überwiegend bronzefarben und nicht graubraun. Im Durchschnitt scheint die Unterart etwas kleiner.[7] Diese Unterart ist vom südlichen Teil Ecuadors über das nördliche und zentrale Peru verbreitet.

Manche Autoren betrachten stolzmanni als eigene Art. So findet sich in der Literatur der Name Grünkopfkolibri (Oreotrochilus stolzmanni). Das South American Classification Committee scheint sich noch nicht sicher, ob ein Antrag zur Verifizierung dieser Klassifizierung gestellt werden soll. Wiederum andere Autoren klassifizieren den Purpurkopfkolibri (Oreotrochilus estella chimborazo) als weitere Unterart. Allerdings sprechen morphologische Überlegungen gegen diese Klassifizierung. Neueste Untersuchungen sehen stolzmanni in einer Schwestergruppe mit dem Schwarzbrustkolibri (Oreotrochilus melanogaster).

## Etymologie und Forschungsgeschichte
Alcide Dessalines d’Orbigny beschrieb den Estellakolibri unter dem Namen Trochilus Estella. Die Typusexemplare stammten aus La Paz und Potosí in Bolivien. Erst 1847 führte John Gould die Gattung Oreotrochilus u. a. für den Estellakolibri ein. Der Name leitet sich aus den griechischen Wörtern ὄρος, ὄρεος óros, óreos für „Berg“ und τροχίλος trochílos für „Kiebitz, Zaunkönig, (neugriechisch: Kolibri)“ ab. Der Begriff Trochilus, den Linnaeus 1758 für eine neue Gattung verwendete, ist historisch etwas problematisch. Dieser Begriff wurde bereits von Aristoteles für einen Vogel, der den Mund eines Krokodils aufsucht, ohne von diesem verletzt oder gar gefressen zu werden verwendet. Étienne Geoffroy Saint-Hilaire vermutete, dass Aristoteles damit den Krokodilwächter (Pluvianus aegyptius) beschrieb. Trotzdem hat sich unter den Wissenschaftlern eingebürgert, diesen Begriff im Zusammenhang mit Kolibris zu verwenden. Das Artepitheton estella widmete d’Orbigny seiner älteren Schwester Estelle Marie Dessalines d’Orbigny (1800–1893). Bolivianus steht für das Land Bolivien. Stolzmanni ist eine Würdigung des Sammlers und Ornithologen Jan Sztolcman.